# Clube de Futebol União de Coimbra
Maillots
Le Clube União 1919 est un club de football portugais. Il est basé à Coimbra dans le District de Coimbra.
| \| União de Coimbra \| Localisation de l'União de Coïmbra. |
| União de Coimbra                                           |

## Repères historiques
Le club est fondé le 2 juin 1919, c'est avant tout un club omnisports qui dispose d'un large éventail de disciplines sportives qui comprend le football, le futsal, le basket-ball, l'aïkido, le volley-ball et la natation. Cela en fait la deuxième communauté sportive la plus représentative de la ville de Coimbra.
Tout d'abord nommé União Foot-ball Coimbra Clube, il rejoint officiellement l'AF Coimbra le 17 juin 1924.
L’União de Coimbra participe à 6 reprises au Campeonato de Portugal (ancêtre du championnat portugais de football), en 1926, 1927, 1929, 1930, 1933, et 1934. Le club obtient sa meilleure classification en 1926 et 1929 en atteignant les 8e de finale. Pendant les décennies de 30, 40 et 50, l’Union de Coimbra participe régulièrement au championnat de 2e division nationale. En 1945-1946 il gagne la Série 5 de la 2e division et joue la finale de la compétition.
Le 10 août 1944, le Clube de Futebol União de Coimbra est fait chevalier de l'Ordre du Mérite portugais (Ordem do Mérito).
Durant les saisons de 1949-50, 1950-51 et 1951-52, l'Union gagne sa série de 2e division nationale. Cependant, dans les étapes finales le club n'atteint jamais un classement lui permettant l'accès à la 1re division nationale. À la fin de la saison 1956-57 l'équipe de Coimbra descend en 3e division, revenant au deuxième niveau du football portugais qu'à la fin de la saison 1958-59.
Lors de la saison 1971-72, l’Union de Coimbra remporte la zone Nord de deuxième division, après une lutte titanesque avec le GD Riopele et le Marinhense, assurant ainsi la montée historique en 1re division nationale. Le club est aussi couronné champion national de cette même division, gagnant le premier titre national de son histoire. La finale l'oppose au CD Montijo, vainqueur de la Zone Sud, le 11 juin 1972 au Stade municipal de Tomar.
L'équipe de Coimbra remporte cette finale 2 à 1. La formation initiale de l' Union de Coimbra se compose ainsi : Melo; Leopoldo, Seabra, Carlos et Baptista; Niza, Rui Silva et Luís Carlos; Zeca, João Machado et Congo. Ainsi que José Vítor e Cândido qui sont entrés en cours de jeu. Le milieu de terrain, Niza est l'auteur des deux buts en finale.
Le club évolue en 1re division lors de la saison 1972-1973. Lors de cette unique saison passée en D1, le club se classe 14e du championnat, avec 5 victoires, 7 matchs nuls, 18 défaites et un total de 17 points en 30 matchs. Au terme de la saison il est contraint de jouer le Torneio da Competência, matchs de barrages opposants des clubs de première et deuxième division, afin de déterminer les derniers clubs relégués et les promus. Néanmoins le club de Coimbra est relégué.
Pour sa seule et unique saison au plus haut niveau du football portugais, il n'y aura pas eu de derby entre l' Union et l' Académica, ces derniers ayant été relégués la saison passée.
Malgré plusieurs tentatives de remontée immédiate, le club reste en seconde division et, même pire, il voit la descente vers la division inférieure à la fin de la saison 1974-75. Et retrouve la deuxième division portugaise la saison suivante.
En 1981, l’União renoue avec la victoire en devenant champion du Portugal de troisième division. Après avoir remporté sa Série dans le championnat régulier. Ne concédant que 9 buts et une défaite en 30 matchs disputés, lors 16e journée face à son dauphin. Il remporte aussi son groupe, Zona Norte, du tournoi déterminant les deux finalistes. Le 7 juillet, la finale se dispute à Lisbonne et oppose l' União de Coimbra à CD Elvas. Les joueurs de Coimbra l'emportent 3 buts à 1.
Les vainqueurs de la finale sont :
- Serrão; Salvador, Pereira, Sarrô e Seabra "cap"; Alexandre (Mansilha 85e min), Machado e Damião; Jorge Oliveira (Toninho 85e min), Cavaleiro e José Carlos.

Entraîneur : Juan Callichio.
L'União Coimbra évolue pour la dernière fois en 2e division lors de la saison 1987-1988.
En 1990-91, avec l'extension des compétitions nationales, le club évolue en 2e division «B», mais à la fin de la saison descend à l'échelon inférieur ce qui représente le quatrième niveau du football portugais. En 1992-93, il gagne sa Série, et est à nouveau en finale pour le titre, qu'il perd.

En 2016, pour des raisons légales, le club de Coimbra a été contraint de changer de nom et a été rebaptisé Clube União 1919. Actuellement, l'équipe joue dans le Campeonato de Portugal (ligue). Il a joué dans l'Estádio Municipal Sérgio Conceição, à Taveiro, Coimbra, qui a été nommé d'après le joueur de football Sérgio Conceição et dispose de 2500 sièges.

## Palmarès et records

### Palmarès
Le palmarès de l'União de Coimbra compte principalement un championnat de deuxième division portugaise en 1972.
| Compétitions nationales | Compétitions régionales |
| --- | --- |
| - Championnat du Portugal (0) - Meilleure performance : 14e (1972-73) - Segunda Divisão (1) - Champion : 1971-72 (1) - Terçeira Divisão (1) - Champion : 1980-81 (1) - Vice-Champion : 1975-76 et 1980-81 (2) - Quarta Divisão (0) - Vice-Champion : 1992-93 (1) - Coupe du Portugal (0) - Meilleure performance : 1/4 en 1943-44 - Coupe de la Ligue (0) - Meilleure performance : Néant - Supercoupe du Portugal (0) - Meilleure performance : Néant Compétitions disparues - Campeonato de Portugal (prédécesseur de la Coupe du Portugal) (0) - Meilleure performance : Néant | - Championnat de l'AF Coimbra (7) - Champion : 1926, 1927, 1929, 1930, 1931, 1932, 1947 - Championnat de l'AF Coimbra Divisão Honra (1) - Champion : 2009 - Coupe de l'AF Coimbra (1) - Champion : 2009 |

## Image et identité

### Couleurs et maillots
Le club adopte comme couleurs officielles en 1924, le bleu pour les shorts et maillots et le rouge pour les chaussettes.

### Logo

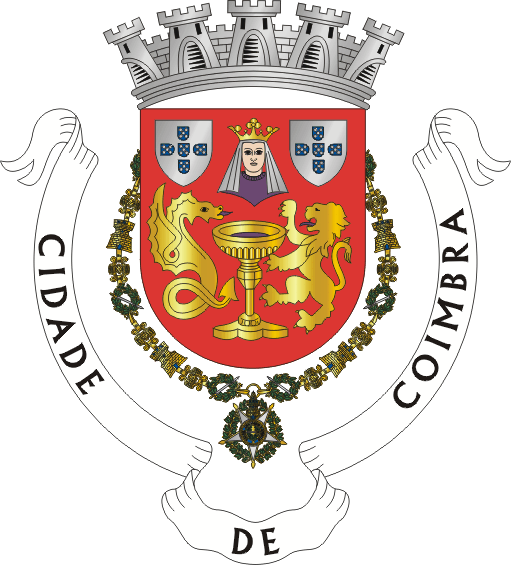
Blason de la ville de Coimbra
Logo depuis la création du club

## Joueurs et personnalités du club

### Entraîneurs
| Rang | Nom                          | Période         |
| ---- | ---------------------------- | --------------- |
|      | Francisco Andrade            | 1972-avril 1973 |
|      | José Eduardo da Costa "Zeca" | avril-mai 1973  |
|      | Couceiro Figueira            | juin 1973       |
|      | Antonio Curado               | 1979-1980       |
|      | Juan Callichio               | 1980-1981       |
|      | Rui Rodrigues                | 1981-1982       |

| Rang | Nom               | Période   |
| ---- | ----------------- | --------- |
|      | Raul Pinho        | 1982      |
|      | Francisco Andrade | 1982-1984 |
|      | Vasco Gervasio    | 1985      |
|      | Fernando Niza     | 1985-1987 |
|      | Fernando Niza     | 1989-1990 |
|      | Fernando Niza     | 1992-1993 |

| Rang | Nom              | Période   |
| ---- | ---------------- | --------- |
|      | Antonio Cortesão | 1999-2000 |
|      | José Vitor       | 2000-2001 |
|      | Antonio Cortesão | 2001-2007 |
|      | Mana             | 2007-2008 |
|      | Pedro Ilharco    | 2008-2009 |

### Joueurs
| Rang | Nom              | Période                |
| ---- | ---------------- | ---------------------- |
|      | Antonio Curado   | 1942-44                |
|      | Angêlo           | 1947-1948              |
|      | Seabra           | 1966-1981              |
|      | Brasfemes        | 1967-1971              |
|      | Melo             | 1968-1973              |
|      | Fernando Niza    | 1969-1973 et 1974-1978 |
|      | Barros           | 1972-1973              |
|      | Dani Silva       | 1972-1973              |
|      | Miguel Perrichon | 1972-1973              |
|      | Vitor Gomes      | 1972-1973              |
|      | Damião           | 1972-1983              |
|      | Toninho          | 1974-1981              |

| Nationalité | Nom             | Période                |
| ----------- | --------------- | ---------------------- |
|             | Carlos Ferreira | 1974-1983              |
|             | Pereira         | 1980-1982              |
|             | Vitor Duarte    | 1981-1985 et 1994-1996 |
|             | Antonio Freitas | 1981-1982              |
|             | Vitor           | 1981-1982              |
|             | Dani Pinto      | 1982-1983              |
|             | Freitas         | 1983-1984              |
|             | Nando           | 1984-1985              |
|             | Camegim         | 1984-1988              |
|             | Jorge Paixão    | 1986-1987              |
|             | Nogueira        | 1987-1990              |

| Nationalité | Nom            | Période   |
| ----------- | -------------- | --------- |
|             | Nuno Raquete   | 1992-1997 |
|             | Earl Jean      | 1992-1993 |
|             | Camilo         | 1993-1995 |
|             | Sà             | 1994-2001 |
|             | Rui Marcos     | 1996-1997 |
|             | Rogério Matias | 1996-1997 |
|             | Marinho        | 1997-1998 |
|             | Milan Pudaric  | 1998-2001 |
|             | Rasca          | 2001-2002 |
|             | Luis Pimenta   | 2006-2007 |
|             | Yannick        | 2007-2008 |

## Structures du club

### Infrastructures

#### Stades
Tout au long de son histoire, l’Union de Coimbra utilise différents terrains de jeu locaux. Lors de la saison 1972-73, sa seule présence dans le championnat national de 1re division, il joue au Stade municipal de Coimbra.
Mais le stade historique du club est celui du Campo da Arregaça dans la ville de Coimbra. Ce terrain de football, qui historiquement est celui de l'Union, est inauguré le 14 octobre 1928, avec la tenue de deux matches de football, l'un entre le SC Conimbricense et le Santa Clara de Coimbra, et l'autre entre l' Union de Coimbra et le SC Espinho.

##### Estádio Municipal Sérgio Conceição
Le stade Municipal Sérgio Conceição est un stade de football situé à Taveiro, à environ 10 km du centre ville de Coimbra. Construit en 2002, il est doté de 2500 places. Sa capacité peut-être portée à 8000 grâce à des tribunes amovibles. Il ainsi est nommé en honneur de l'international portugais Sérgio Conceição, natif de Coimbra.
Le stade appartient à la municipalité. Il aussi le terrain d'accueil des équipes de football de deux clubs sportifs locaux : l'União Desportivo Taveirense et des U19 de l'Associação Académica de Coimbra.